# Terra di Bari
Terra di Bari est le nom donné à une huile d'olive extravierge (en italien : olio extravergine di oliva) provenant de la province de Bari dans les Pouilles.
Depuis le 24 novembre 1997, la dénomination Terra di Bari est protégée au niveau européen par une appellation d'origine protégée (AOP).

## Histoire
Plusieurs textes historiques font remonter au Néolithique la culture de l'olivier sur la Terra de Bari. Au cours des siècles suivants, sa culture ne cessa de se développer jusqu'à devenir dominante dans l'agriculture locale. L'huile d'olive, produit économique  précieux est réglementé par Rome ; son commerce diminue à la suite de la chute de l'Empire romain.
Au Moyen Âge, l'oléiculture connaît un nouvel essor grâce aux ordres religieux. À l'époque des républiques maritimes, pour contrôler le commerce de l'huile d'olive, des comptoirs sont créés dans les ports de Monopoli, Bari, Giovinazzo, Bisceglie, Trani, Barletta et Bitonto. Au début du XIXe siècle, Pietro Stefano Ravanas améliore la production d'huile avec un moulin à plusieurs roues et, il introduit la presse hydraulique qui sera adoptée par tous les moulins de la région.

## Aire géographique
Elle est située sur tout le territoire administratif des villes de la province de Bari.

## Méthode d'obtention
Elle est produite à partir d'olives saines de variétés Castel del Monte, Coratina, Bitonto, Cima di Mola, Cima di Bitonto et Murgia dei Trulli e delle Grotte. Récoltée avant le 30 janvier de chaque année, sa production ne peut être supérieure à 10 000 kg/ha  avec un rendement en huile de 22 % maximum. Pour l'extraction de l'huile, seuls sont admis des procédés mécaniques et physiques permettant de produire des huiles conformes aux caractéristiques originales du fruit.

## Dénominations
À l'intérieur de l'aire géographique, trois zones aux caractéristiques organoleptiques, chaque fois différents de la DOP principale, peuvent ajouter une mention géographique qui suit Terra di Bari.
Elles sont appelées : Castel del Monte, Bitonto et Murgiadei Trulli e delle Grotte. Les étiquetages donnent  les dénominations suivantes :
- Terra di Bari ;
- Terra di Bari Castel del Monte ;
- Terra di Bari Bitonto ;
- Terra di Bari Murgiadei Trulli e delle Grotte.